# Bodums socken
Bodums socken (ångermanländska [²bʉ̟ːe̞], regional rikssvenska [²buːd̪ɵm]) i Ångermanland är sedan 1974 en del av Strömsunds kommun i Jämtlands län och motsvarar från 2016 Bodums distrikt.
Socknens areal är 709,10 kvadratkilometer, varav 649,10 land. År 2000 fanns här 769 invånare.  Kyrkbyn Rossön med sockenkyrkan Bodums kyrka ligger i socknen. 

## Administrativ historik
Bodums socken bildades 1799 genom en utbrytning ur Fjällsjö socken. 1885 överfördes Tannsjö från Dorotea socken i Västernorrlands län till Bodums socken.
Vid kommunreformen 1862 övergick socknens ansvar för de kyrkliga frågorna till Bodums församling och för de borgerliga frågorna bildades Bodums landskommun i Västernorrlands län. Landskommunen inkorporerades 1952 i Fjällsjö landskommun  som uppgick 1974 i Strömsunds kommun vilket också innebar att länstillhörigheten ändrades från Västernorrlands län till Jämtlands län.
1 januari 2016 inrättades distriktet Bodum, med samma omfattning som församlingen hade 1999/2000.
Socknen har tillhört fögderier, tingslag och domsagor enligt vad som beskrivs i artikeln Ångermanland.

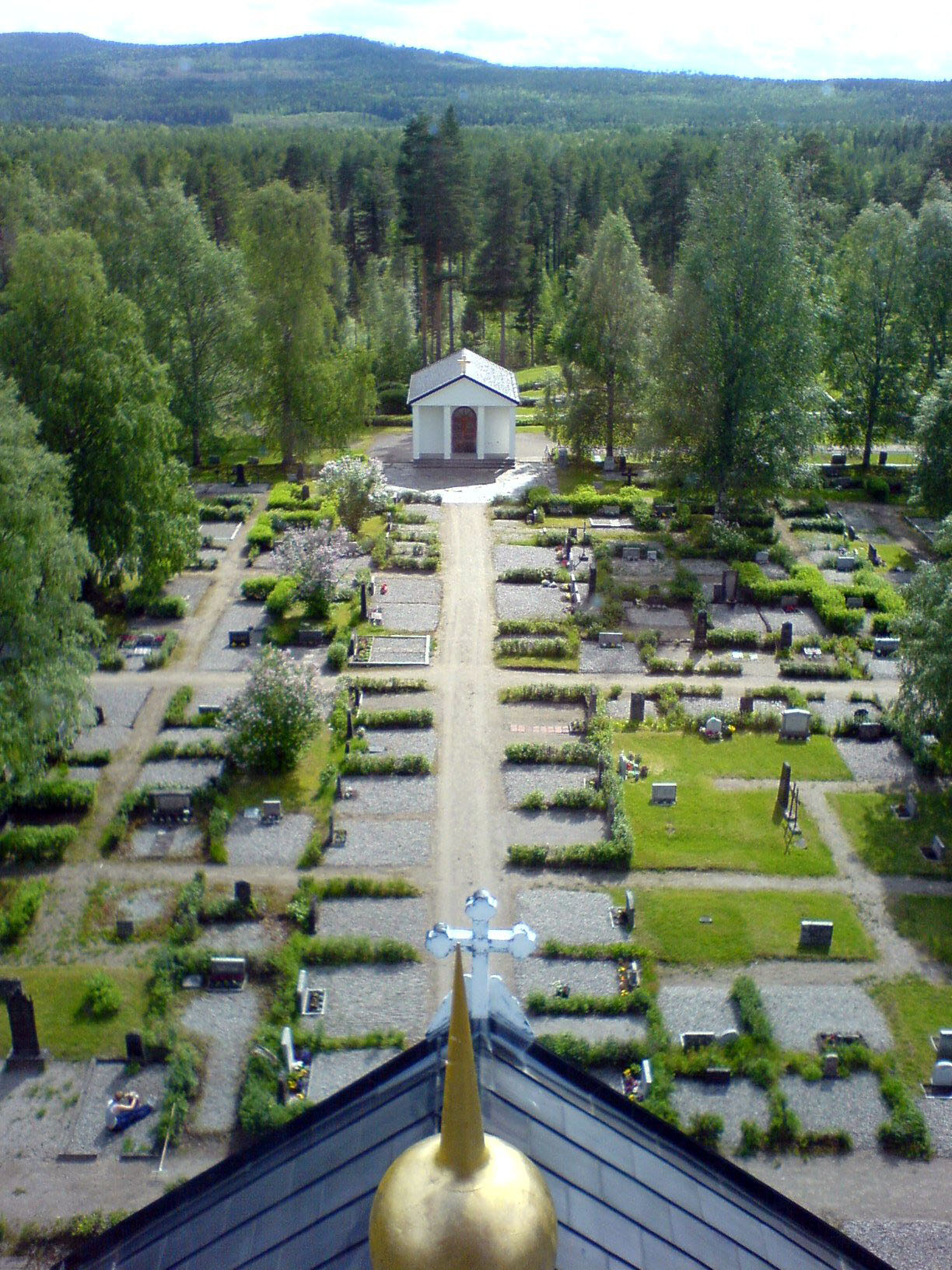
Utsikt från Bodums kyrka i Rossön över Kyrkogården

## Geografi
Bodums socken ligger kring Fjällsjöälven och sjöarna Bodumsjön och Bölensjön och dess tillflöden Hotingsån och Rörströmsälven. Socknen har odlingsbygd vid vattendragen och sjöarna och är i övrigt en kuperad, sjörik skogsbygd.

### Geografisk avgränsning
Socknens nordligaste punkt ligger på Långmyrberget (494 m ö.h.) endast cirka 10 km söder om Dorotea tätort. Här möts Bodums, Tåsjö och Dorotea socknar. Här i norr ligger byn Stavsjö samt sjön Rensjön och Rensjöberget. Byarna Sundet, Flyn och Grundsjö ligger här, längs vägen mellan Hoting och Svanavattnet. Den nordöstra sockengränsen avgränsar socknen mot Lappland och Dorotea socken. På Källberget ligger "tresockenmötet Bodum - Dorotea - Junsele, den sistnämnda i Sollefteå kommun (Västernorrlands län).
I nordväst ligger byn Bosundet vid länsväg 346 cirka 5 km från Hoting i Tåsjö socken. Vid Bosundet avrinner Hotingsån från Hotingssjön. Här, i nordväst, gränsar Bodums socken mot Tåsjö socken. "Helt" i nordväst ligger Brocksjön och Stor-Skirsjön. Byn Brocksjön ligger invid europaväg 45 som, på en sträcka av cirka 4 km genomkorsar detta nordvästligaste hörnet av Bodum. Strax nordväst om sjön Brocksjön ligger "tresockenmötet" Bodum - Tåsjö - Alanäs.
I sydväst ligger Nagasjön och byn Nagasjökälen. Nagasjöån avrinner via Degervattnet till Tomasselet i Fjällsjöälven. Ungefär mitt i södra delen av socknen ligger Rossöns tätort. 
I söder gränsar socknen mot Fjällsjö socken. Vid Lill-Tannsjön vid länsgränsen i öster ligger "tresockenmötet" Bodum - Fjällsjö - Junsele.

## Fornlämningar
I Bodums socken har man funnit rikliga lämningar av äldre fångstkultur. Minst cirka 100 fångstgropar är kända. Den nuvarande bebyggelsen är från historisk tid.

## Namnet
Namnet (1543 Bodum) kommer från kyrkbyn och innehåller plural av bod, 'fäbodar'.

## Befolkningsutveckling
| Befolkningsutvecklingen i Bodums socken 1810–2000                                                        | Befolkningsutvecklingen i Bodums socken 1810–2000 | Befolkningsutvecklingen i Bodums socken 1810–2000 | Befolkningsutvecklingen i Bodums socken 1810–2000 | Befolkningsutvecklingen i Bodums socken 1810–2000 |
| --- | ------------------------------------------------- | ------------------------------------------------- | ------------------------------------------------- | ------------------------------------------------- |
| |                                                   |                                                   |                                                   |                                                   |
| År |                                                   |                                                   | Folkmängd                                         |                                                   |
| 1810 | 1810                                              |                                                   | 231                                               |                                                   |
| 1820 | 1820                                              |                                                   | 279                                               |                                                   |
| 1830 | 1830                                              |                                                   | 300                                               |                                                   |
| 1840 | 1840                                              |                                                   | 370                                               |                                                   |
| 1850 | 1850                                              |                                                   | 441                                               |                                                   |
| 1860 | 1860                                              |                                                   | 499                                               |                                                   |
| 1870 | 1870                                              |                                                   | 724                                               |                                                   |
| 1880 | 1880                                              |                                                   | 1 016                                             |                                                   |
| 1890 | 1890                                              |                                                   | 1 263                                             |                                                   |
| 1900 | 1900                                              |                                                   | 1 375                                             |                                                   |
| 1910 | 1910                                              |                                                   | 1 543                                             |                                                   |
| 1920 | 1920                                              |                                                   | 1 728                                             |                                                   |
| 1930 | 1930                                              |                                                   | 2 008                                             |                                                   |
| 1940 | 1940                                              |                                                   | 1 977                                             |                                                   |
| 1950 | 1950                                              |                                                   | 1 791                                             |                                                   |
| 1960 | 1960                                              |                                                   | 1 614                                             |                                                   |
| 1970 | 1970                                              |                                                   | 1 255                                             |                                                   |
| 1980 | 1980                                              |                                                   | 1 102                                             |                                                   |
| 1990 | 1990                                              |                                                   | 898                                               |                                                   |
| 2000 | 2000                                              |                                                   | 769                                               |                                                   |
| Anm: Källor: Umeå universitet - Tabellverket 1749-1859, Demografiska databasen, CEDAR, Umeå universitet. |                                                   |                                                   |                                                   |                                                   |

## Kända personer från bygden
- Kjell Höglund - trubadur och författare
- Sigvard Jonsson - skidåkare
- Robin Bryntesson - skidåkare
- Helmer Grundström - författare

## Historiska bilder

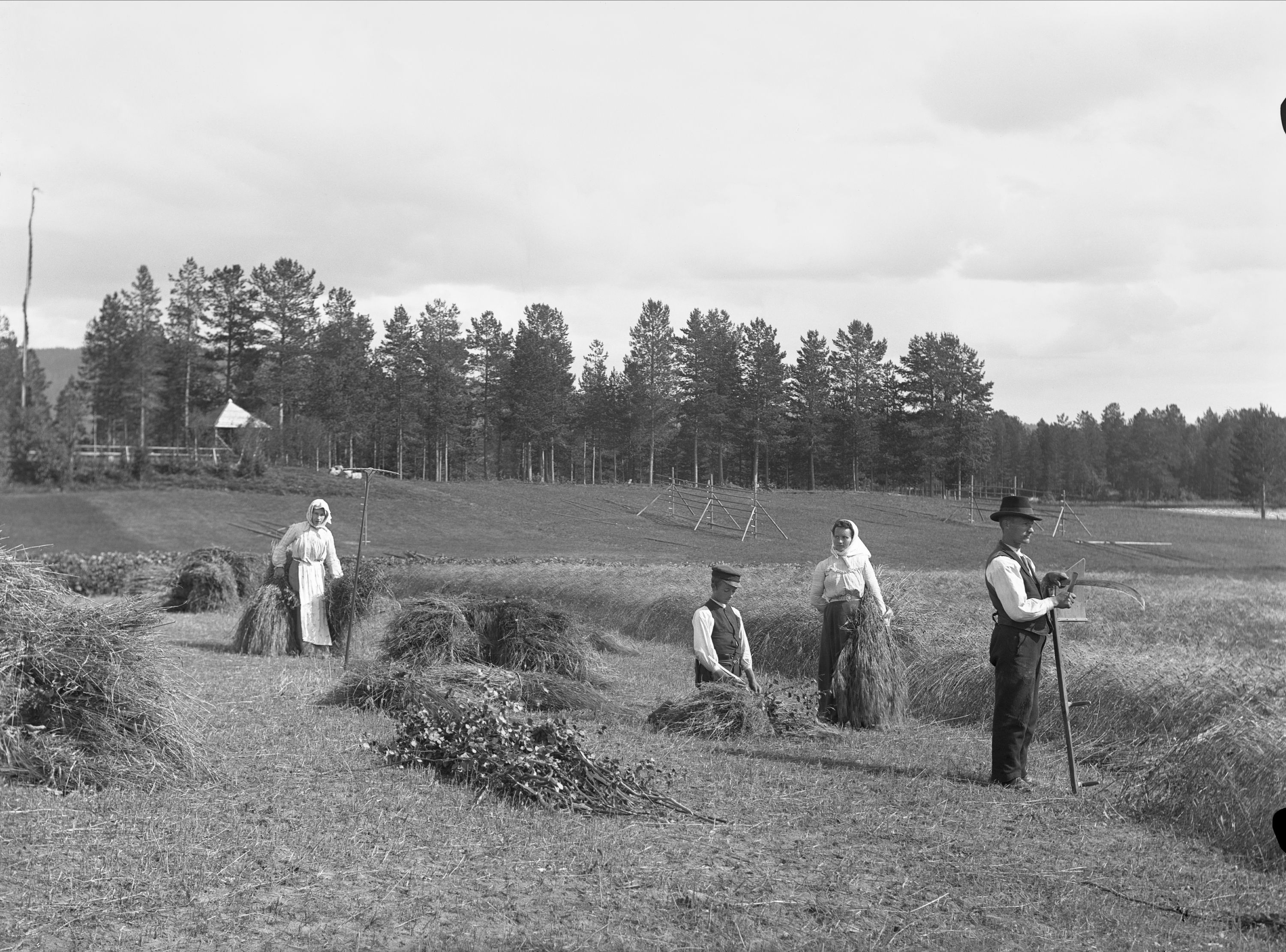
Kornskörd i Bodums socken 1905.
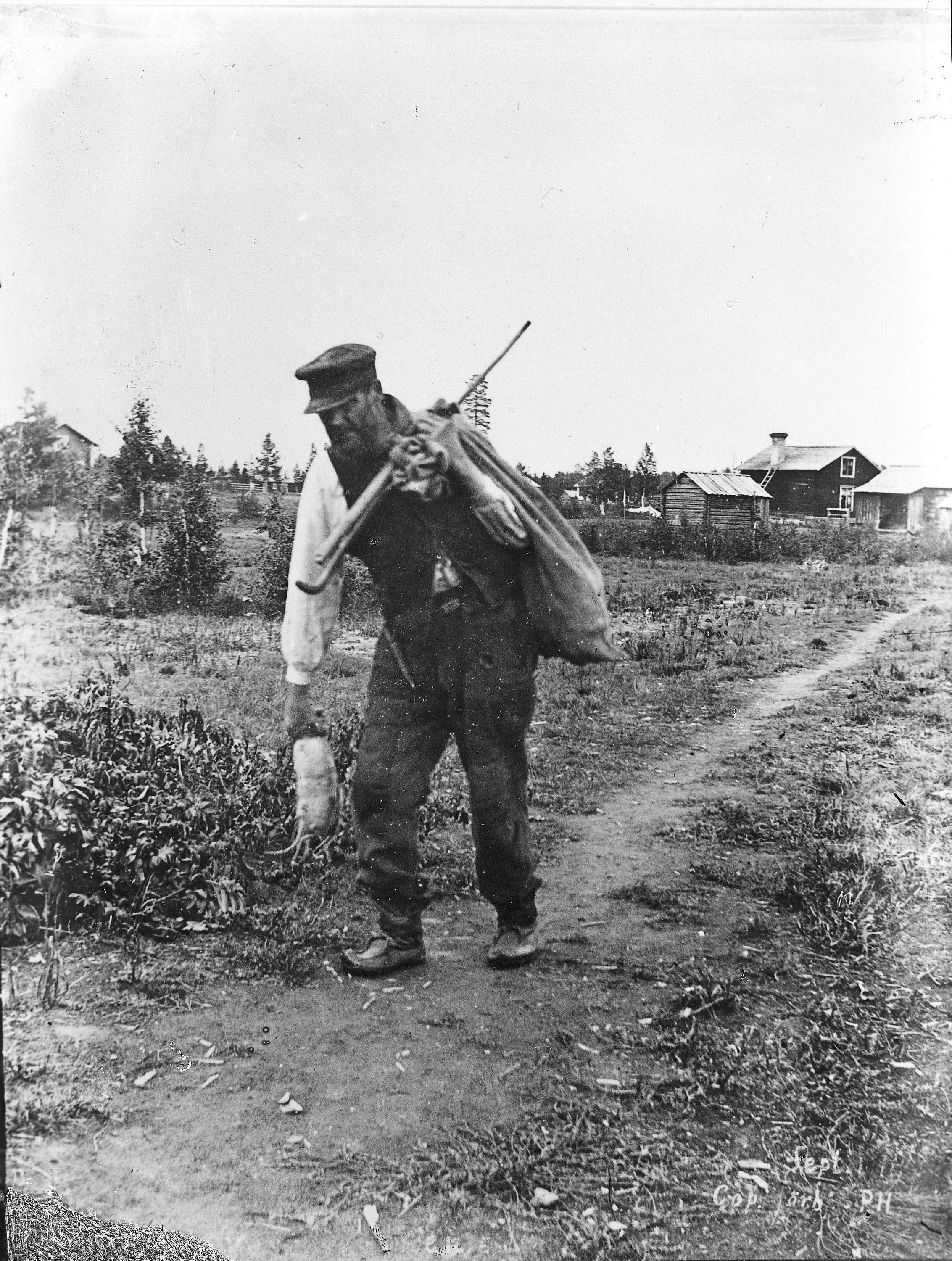
"Ors-Olle" går på stig med en säck över axeln. Foto omkring 1910.
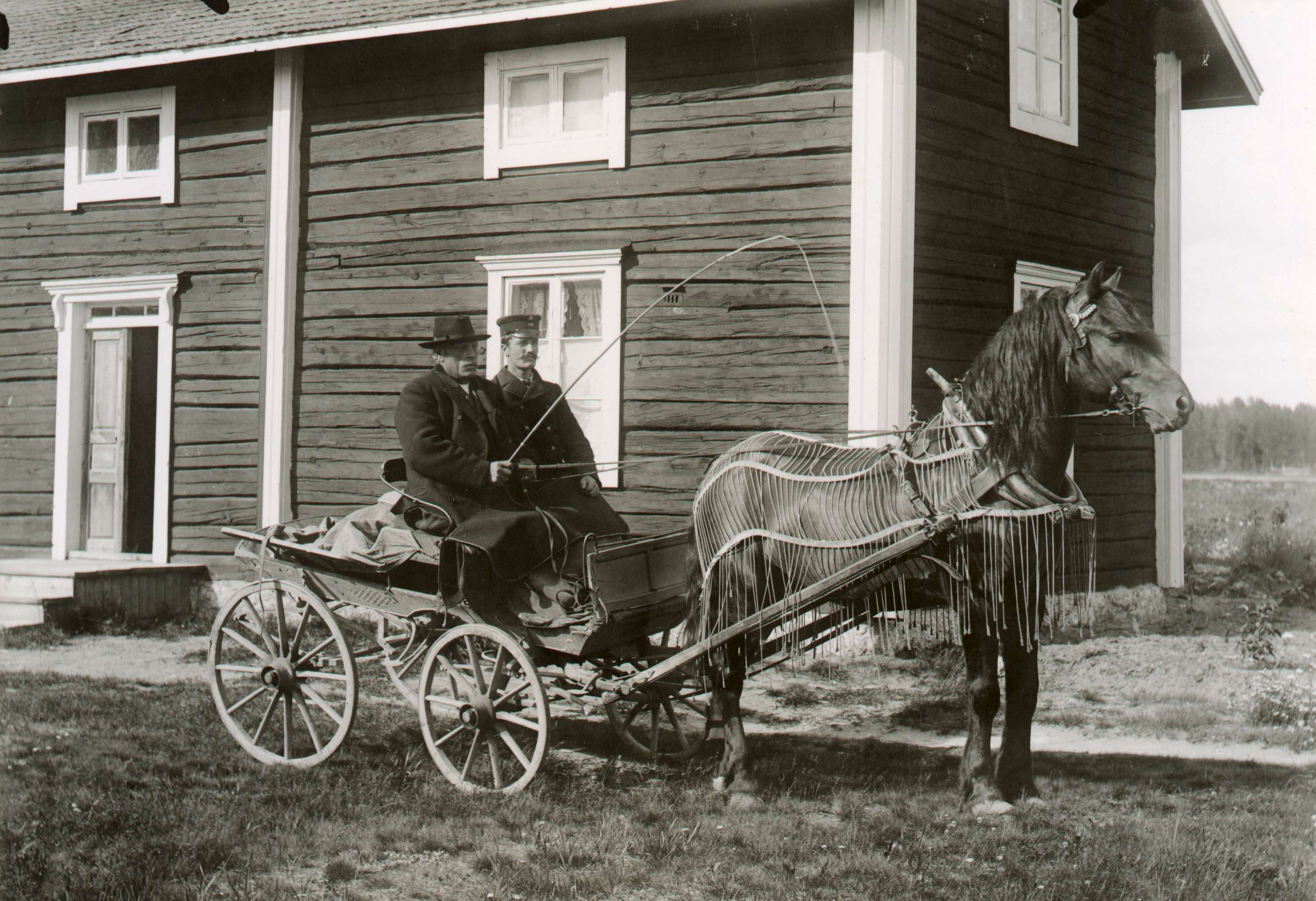
Postförare i Bodum. Foto omkring 1900-1910.
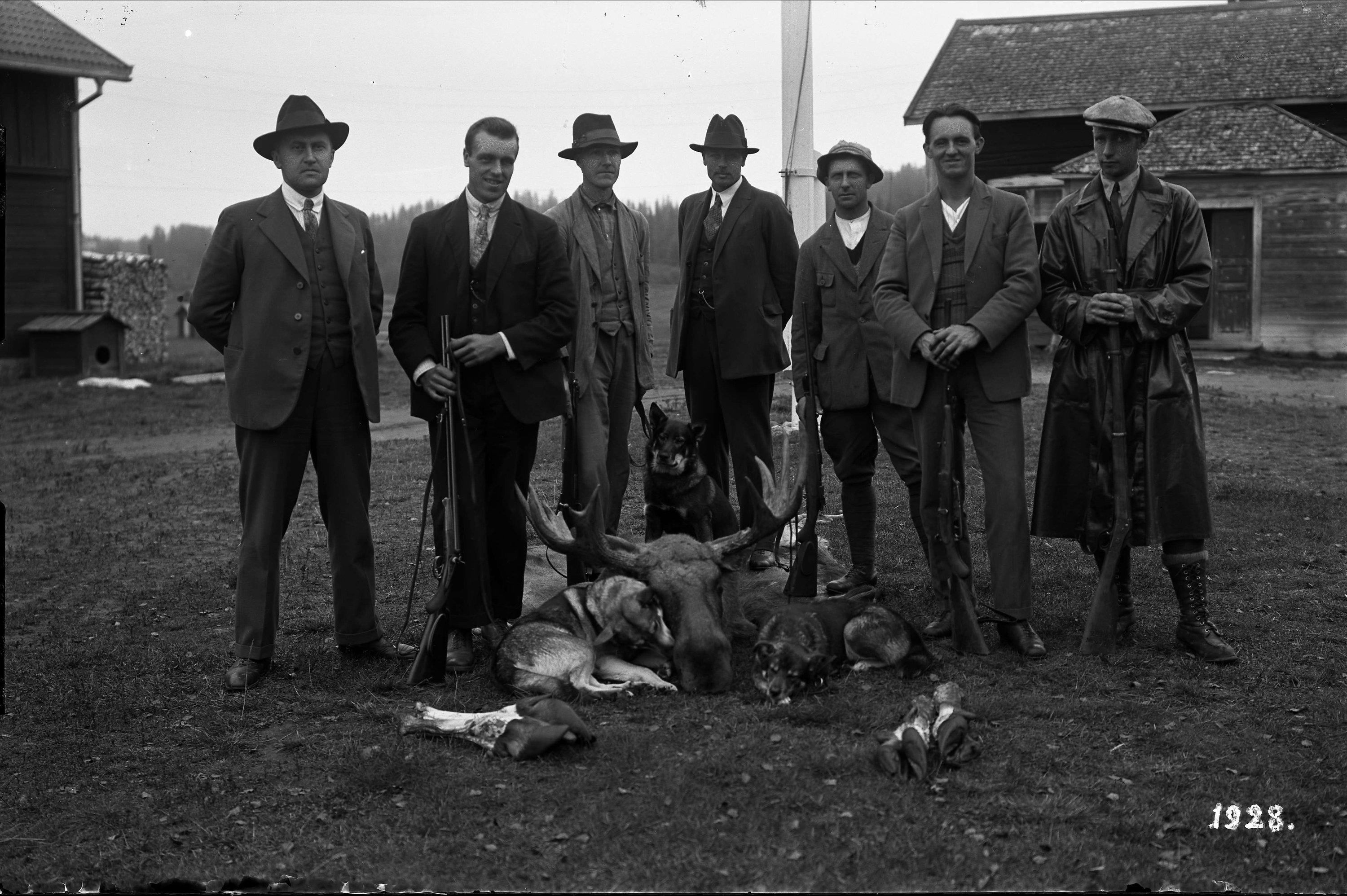
Jaktlag i Bodum 1928.